# Presa Constitución de Apatzingán
Presa Constitución de Apatzingán är en ort i Mexiko.   Den ligger i kommunen Jilotlán de los Dolores och delstaten Jalisco, i den södra delen av landet, 400 km väster om huvudstaden Mexico City. Presa Constitución de Apatzingán ligger 436 meter över havet och antalet invånare är 160.
Terrängen runt Presa Constitución de Apatzingán är kuperad åt nordväst, men åt sydost är den platt. Runt Presa Constitución de Apatzingán är det ganska glesbefolkat, med 23 invånare per kvadratkilometer. Närmaste större samhälle är Tepalcatepec, 13,6 km sydväst om Presa Constitución de Apatzingán. I omgivningarna runt Presa Constitución de Apatzingán växer huvudsakligen savannskog.